# 자이언트문착
자이언트문착(Muntiacus vuquangensis)은 문착의 일종이다. 가장 큰 문착으로 1994년 베트남 하띤 성 부꽝 현과 라오스 중부 지역에서 발견되었다. 라오스 캄무안 주에서 다목적사업을 위해 나카이 저수지에 물을 채우는 동안에 38마리의 자이언트문착을 생포하여, 연구하고 인근 나카이-남 툰 국립 보호 구역에 풀어주었다. 그리고 이어진 무선 추적 연구를 통해 이들 사슴의 이주가 성공적으로 이루어졌음이 밝혀졌다. 캄보디아 동부의 일부 지역과 쭈옹손 산맥에서도 발견된다.
자이언트문착은 주로 상록수 숲에서 발견되며, 몸무게는 30~50kg 정도이다. 붉은 갈색 털을 갖고 있고, 우제류의 일종이다. 과도한 사냥과 화전 농업으로 인한 개체수 감소때문에 멸종 위기종으로 간주되고 있다. 포식자는 호랑이와 표범과 같은 동물이다. 근연종은 인도문착이다.